# Яель Сеґаль
Яель Сеґаль (івр. יעל סגל; нар. 21 липня 1972) — колишня ізраїльська тенісистка.
Найвищу одиночну позицію світового рейтингу — 159 місце досягла 7 травня 1993, парну — 170 місце — 7 травня 1993 року.
Здобула 8 одиночних та 2 парні титули.
Завершила кар'єру 1993 року.

## Фінали ITF
| турніри $100,000 |
| турніри $75,000  |
| турніри $50,000  |
| турніри $25,000  |
| турніри $10,000  |

### Одиночний розряд (8–2)
| Результат | Ранг | Дата              | Турнір               | Покриття | Суперниця        | Рахунок           |
| --------- | ---- | ----------------- | -------------------- | -------- | ---------------- | ----------------- |
| Перемога  | 1.   | 7 листопада 1988  | ITF Хайфа, Ізраїль   | Тверде   | Деббі Спенс      | 6–4, 6–2          |
| Перемога  | 2.   | 27 лютого 1989    | Яффа, Ізраїль        | Тверде   | Ангела Керек     | 6–2, 6–1          |
| Поразка   | 3.   | 30 жовтня 1989    | Єрусалим, Ізраїль    | Ґрунт    | Міріам Ореманс   | 5–7, 4–6          |
| Перемога  | 4.   | 6 листопада 1989  | Хайфа, Ізраїль       | Тверде   | Йоаннетта Крюгер | 6–0, 6–4          |
| Перемога  | 5.   | 20 листопада 1989 | Тель-Авів, Ізраїль   | Тверде   | Маріан де Свардт | 6–3, 6–3          |
| Перемога  | 6.   | 5 березня 1990    | Хайфа, Ізраїль       | Тверде   | Робін Філд       | 6–1, 6–1          |
| Поразка   | 7.   | 29 жовтня 1990    | Саґа (Саґа), Японія  | Трава    | Крістін Кунс     | 3–6, 5–7          |
| Перемога  | 8.   | 7 вересня 1992    | Єрусалим, Ізраїль    | Тверде   | Лімор Зальтц     | 7–6(10), 3–6, 6–4 |
| Перемога  | 9.   | 14 вересня 1992   | Хайфа, Ізраїль       | Тверде   | Ципора Обзилер   | 6–3, 6–2          |
| Перемога  | 10.  | 13 червня 1993    | ITF Ашкелон, Ізраїль | Тверде   | Кірстін Фрає     | 0–6, 7–5, 6–2     |

### Парний розряд (2–8)
| Результат | Ранг | Дата            | Турнір                  | Покриття | Партнерка        | Суперниці                        | Рахунок       |
| --------- | ---- | --------------- | ----------------------- | -------- | ---------------- | -------------------------------- | ------------- |
| Поразка   | 1.   | 7 березня 1988  | ITF Хайфа, Ізраїль      | Тверде   | Ілана Бергер     | Анне Аалонен Лена Сандін         | 1–6, 5–7      |
| Поразка   | 2.   | 24 жовтня 1988  | Ашкелон, Ізраїль        | Тверде   | Меді Дадох       | Ілана Бергер Хагіт Охайон        | 5–7, 0–6      |
| Поразка   | 3.   | 24 липня 1989   | Суб'яко, Італія         | Ґрунт    | Меді Дадох       | Олена Брюховець Євгенія Манюкова | 2–6, 0–6      |
| Поразка   | 4.   | 6 травня 1991   | Порту, Португалія       | Ґрунт    | Маріан де Свардт | Ева Бес Вірхінія Руано Паскуаль  | 3–6, 5–7      |
| Перемога  | 5.   | 7 вересня 1992  | Єрусалим, Ізраїль       | Тверде   | Лімор Зальтц     | Yael Beckman Керолайн Гант       | 6–4, 6–4      |
| Перемога  | 6.   | 14 вересня 1992 | Хайфа, Ізраїль          | Тверде   | Ванесса Маттіс   | Генріке Кадзідрога Клаудія Тімм  | 5–7, 6–0, 6–2 |
| Поразка   | 7.   | 20 квітня 1992  | Рамат-га-Шарон, Ізраїль | Тверде   | Габі Горенгель   | Карін Баккум Інгелісе Дрігейс    | 2–6, 1–6      |
| Поразка   | 8.   | 22 лютого 1993  | Маямі, США              | Тверде   | Одра Келлер      | Еллі Гакамі Стефані Ріс          | 1–6, 0–6      |
| Поразка   | 9.   | 19 квітня 1993  | Барі, Італія            | Ґрунт    | Кіррілі Шарп     | Лоранс Куртуа Ева Мартінцова     | 6–2, 4–6, 1–6 |
| Поразка   | 10.  | 13 червня 1993  | ITF Ашкелон, Ізраїль    | Тверде   | Петра Торен      | Седа Норландер Сандра ван дер А  | 4–6, 4–6      |